# Brady Rush
Brady Rush (24 de abril de 1999) é um jogador de rugby neozelandês, que joga na posição de back.

## Carreira
Rush é filho do jogador de sevens da Nova Zelândia, Eric Rush.
Rush foi nomeado como jogador contratado para o time All Blacks Sevens em 2021. Ele foi nomeado para o time para o Singapore Sevens de 2022 e faria sua estreia no torneio. Ele foi nomeado como reserva não viajante para o time All Blacks Sevens para os Jogos da Commonwealth de 2022 em Birmingham. Também foi um dos doze convocados para os Jogos Olímpicos de Verão de 2024.